# Lucía Galán
María Graciela Galán Cuervo (Buenos Aires, Argentina; 23 de mayo de 1961) mejor conocida por su nombre artístico Lucía Galán, es una cantante y actriz argentina. Es miembro del dúo musical Pimpinela, en el que se desempeña como intérprete junto a su hermano, Joaquín Galán.

## Biografía y carrera

### Primeros años
María Graciela Galán Cuervo nació el 23 de mayo de 1961 en Buenos Aires, siendo hija de los españoles, Joaquín Galán y María Engracia Cuervo.

### Trayectoria artística
En 1981, junto a hermano mayor, Joaquín Galán, formó un dúo musical conocido como Pimpinela. 
En 2008, protagonizó la telenovela Mujeres de nadie (segunda temporada).
Interpretó a la casamentera Dolly Levi en la versión argentina del clásico musical Hello, Dolly!, personaje que también fue encarnado por actrices admiradas por ella como Barbra Streisand y Bette Midler.

## Vida personal

### Salud
Ha tenido problemas de salud en tres ocasiones: la primera fue durante una gira en Zacatecas, México, el 22 de octubre de 2006; un pico de presión que afectó la pierna, mano y brazo, todos del lado izquierdo del cuerpo. Fue atendida por la Cruz Roja Mexicana y al día siguiente se recuperó de la pierna pero no del brazo y mano, por lo que tuvo que hacer presentaciones con el brazo sujeto a un cabestrillo. Después de diagnosticarle una isquemia cerebral y realizarle una resonancia magnética, Lucía contó que el resultado indicó que no quedó una lesión cerebral. Algunos medios comentaron que se encontraba hemipléjica, cosa que ella desmintió a través de un comunicado de prensa. Los médicos de Galán asociaron la isquemia cerebral a una subida de tensión. Después de esto, en su actuación del 14 de enero en la ciudad de Piamonte sufrió un desmayo sin mayores complicaciones. El 24 de enero del mismo año, Lucía y su hermano se presentaron en Aconquija, provincia de Catamarca.
En 2007 fue atendida en el Stanford University Hospital, donde le aplicaron un catéter debido a un ataque cerebral isquémico, después del cual pudo recuperar el 98% del habla. 
La segunda vez que sufrió un pico de presión fue después de una actuación en la localidad de San Nicolás. En esta ocasión los medios aseguraron que se trataba de un ACV. Sin embargo, en poco tiempo ya se encontraba en su domicilio recuperándose y poco después continuó con sus actividades laborales.
A finales de 2023, tras realizarse unos estudios médicos, los médicos le detectaron un quiste pregmaligno en la cola del páncreas. Se operó a mediados de junio de 2024, parando de forma temporal sus conciertos y una gira programada por España para los meses de julio, agosto y septiembre a lo largo del país, debido a que su recuperación conllevó más tiempo del previsto. No es hasta octubre cuando reaparece en los escenarios, apareciendo en la Estación Belgrano de Santa Fe, Argentina.

### Matrimonio y relaciones
Estuvo casada con el empresario Alberto Hazán, con quien tuvo a su única hija, Rocío Luna Hazán Galán.
En 2006, inició una relación con el actor Pablo Alarcón, la cual finalizó en marzo de 2020.

## Discografía
- 1981: Las primeras golondrinas.
- 1982: Pimpinela.
- 1983: Hermanos.
- 1984: Convivencia.
- 1985: Lucía y Joaquín.
- 1986: El duende azul.
- 1987: Valiente.
- 1988: Ahora me toca a mí.
- 1990: Hay amores y amores.
- 1991: 10 años después.
- 1992: Pimpinela ’92.
- 1993: Hay amores que matan.
- 1994: Nuestras 12 canciones en vivo.
- 1995: De corazón a corazón.
- 1997: Pasiones.
- 1998: Marido y mujer.
- 1999: Corazón gitano.
- 2000: Buena onda.
- 2001: Gold. Grandes éxitos.
- 2003: Al modo nuestro.
- 2005: ¿Dónde están los hombres?
- 2008: Diamante.
- 2010: La familia. El musical del bicentenario.
- 2011: Estamos todos locos.
- 2016: Son todos iguales.

## Filmografía

### Cine
- Vivir con alegría (1979)
- Los fierecillos se divierten (1982)
- Los extraterrestres (1983)
- Papá se volvió loco (2005) - Ana

### Televisión
- 1983-1995: El show de las estrellas, con Pimpinela. Jorge Barón Televisión Colombia.
- 1987-1988: El duende azul.
- 2003: Soy gitano como Amparo Lombardo.
- 2005: Música para soñar.
- 2004: La niñera como Marina Finkel (Ep: «Las hermanas sean unidas»).
- 2004: El show de Susy y Lucy.
- 2005: Papá se volvió loco como Ana Gentile.
- 2007: Pimpinela: 25 años.
- 2008: Mujeres de nadie como Carmen «Gallega» Muleiro.
- 2012: Graduados (como ella misma, con su hermano).
- 2012: Cantando por un sueño (programa de televisión), como jurado.
- 2012: Soñando por cantar (certamen), participación como jurado.
- 2012: Cantando por un sueño 2012, como jurado.
- 2013: Tu cara me suena (certamen), obtuvo el tercer lugar por voto del público, sino tendría primer puesto.
- 2014: Invitada, edición especial de Tu cara me suena.
- 2015: Laten corazones (programa de televisión), como jurado.
- 2017: Bailando 2017 (certamen), como invitada especial en la Salsa de a tres.
- 2018: Me gusta tu canción (programa de televisión), como jurado.
- 2019: Genios de la Argentina, como jurado
- 2021: La voz Senior, programa de Perú
- 2023: La voz Uruguay, programa de Uruguay